# Za sobolem na kraj světa
Za sobolem na kraj světa je název českého vydání dobrodružného historického románu Землепроходцы (1976, Průzkumnicí) o objevení a dobývání Kamčatky za vlády Petra I. v letech 1696 až 1737 od ruského sovětského spisovatele Arsenije Vasiljeviče Semjonova. Knihu vydalo roku 1983 pražské nakladatelství Albatros v překladu Julie Heřmanové jako 162. svazek edice Knihy odvahy a dobrodružství, ilustroval ji Karel Toman.
Rusky román vyšel původně ve dvou dílech. První díl s názvem Царская награда (Carské vyznamenání) vyšel roku 1973, druhý, Край земли (Okraj země), roku 1975. Roku 1976, již po autorově smrti, byly obě původně samostatné části spojeny a vydány po názvem Землепроходцы (Průzkumníci).

## Obsah románu
Román je vystavěn jako sled dobrodružných příběhů, kterými se autorovi podařilo zobrazit sociální a mocenské vztahy v nově dobytých ruských územích. Příkazy cara Petra I. k dobývání nových zemí měly vždy jeden hlavní cíl: najít území, kde se hojně vyskytují soboli, neboť sobolí kožešina byla ceněným platidlem rovným zlatu.  
Vyprávění začíná obsazením Kamčatky sibiřským kozáckým atamanem Vladimírem Vasiljevičem Atlasovem (asi 1661–1711), které začalo roku 1696 a jehož výsledkem byla výstavba kozáckých tvrzí a podmanění domorodých kmenů. Ty musely odvádět do carské pokladny pravidelnou roční daň v sobolích kožešinách (tzv. jasak). Atlasov byl velmi hrabivý a k domorodcům nelítostný, každou jejich neposlušnost trestal vypalováním vesnic, mučením a popravami zajatců. Podobně despotickým způsobem se choval i vůči svým podřízeným. Jeho nesmyslně kruté počínání nakonec vzbudilo nevoli i u podřízených kozáků, kteří ho v roce 1711 v Nižněkamčatské pevnosti zavraždili.
Na kozácké vzpouře proti útisku dosazeného správce se podílel i kozák Ivan Petrovič Kozyrevskij (1680–1734), který roku 1713 objevil Kurilské ostrovy a rovněž donutil tamní domorodce odvádět jasak. O pravidelné námořní spojení mezi Ochotskem a Kamčatkou se pak zasloužil kozák Kuzma Sokolov, který v červnu roku 1716 přeplul Ochotské moře. Zemřel týden po návratu do Ochotska v červenci toku 1717.
Celým příběhem čtenáře provází mladík Semejka Jagyrin, syn kozáckého velitele pevnůstky na ostrohu u ústí Veliké řeky (nyní Bolšereck) do Ochotského moře. Na počátku románu je mu čtrnáct let, na jeho konci (v epilogu z roku 1737) je námořním důstojníkem.
Kniha zajímavě popisuje život původních obyvatel Kamčatky – Korjaků, Itelmenů a Jukagirů i jejich zoufalý boj s ruskými kolonizátory. Autor líčí krutosti, jichž se dopouštěli ruští kozáci na domorodcích, i stejně brutální odvetu kamčatských bojovníků, sympatizuje však spíše s kozáky než s domorodci.